# Lista światowego dziedzictwa UNESCO w Chinach
Lista światowego dziedzictwa UNESCO w Chinach – lista miejsc w Chinach wpisanych na listę światowego dziedzictwa UNESCO, ustanowionej na mocy Konwencji w sprawie ochrony światowego dziedzictwa kulturowego i naturalnego, przyjętej przez UNESCO na 17. sesji w Paryżu 16 listopada 1972 i ratyfikowanej przez Chiny 12 grudnia 1985 roku.
We wrześniu 2023 roku na liście znajdowało się 57 obiektów światowego dziedzictwa: 39 dziedzictwa kulturowego, 14 o charakterze przyrodniczym i 4 kulturowo-przyrodnicze.
We wrześniu 2023 roku na liście reprezentacyjnej znajdowało się 61 obiektów.

## Obiekty na liście światowego dziedzictwa UNESCO
Mapa przedstawia położenie obiektów z listy światowego dziedzictwa UNESCO na mapie Chin.
Numerowane miejsca w okolicach Pekinu: 1. Wielki Mur Chiński; 2. Zakazane Miasto; 3. Zhoukoudian; 4. Pałac Letni; 5. Świątynia Nieba; 6. Grobowce dynastii Ming i Qing

Tabela przedstawia chińskie obiekty na liście światowego dziedzictwa UNESCO:
Nr ref. – numer referencyjny UNESCO;
Obiekt – polskie tłumaczenie nazwy wpisu na liście wraz z jej angielskim oryginałem;
Położenie – miasto, dystrykt, strefa, region; współrzędne geograficzne;
Typ – klasyfikacja według Komitetu Światowego Dziedzictwa:
- kulturowe (K),
- przyrodnicze (P),
- kulturowo–przyrodnicze (K,P);

Rok – roku wpisu na listę;
Opis – krótki opis obiektu.
| Nr ref. | Obiekt                                                                                              | Zdjęcie | Położenie                                                                                         | Typ                              | Rok              | Opis |
| ------- | --------------------------------------------------------------------------------------------------- | ------- | ------------------------------------------------------------------------------------------------- | -------------------------------- | ---------------- | --- |
| 439     | Cesarskie pałace w dynastii Ming i Qing w Pekinie i Shenyang                                        |         | Pekin i Shenyang                                                                                  | K (i)(ii)(iii)(iv)               | 1987, 2004       | Pałac Cesarski w Pekinie był siedzibą cesarzy chińskich przez ponad pięć wieków (1416–1911)i wraz z ogrodami krajobrazowymi i zabudowaniami stanowi bezcenne świadectwo chińskiej cywilizacji w okresie dynastii Ming i Qing. Pałac Cesarski dynastii Qing w Shenyang składa się ze 114 budynków wzniesionych w latach 1625–1783. Pałac ten spełniał rolę pomocniczego dla Pałacu Cesarskiego w Pekinie. |
| 441     | Grobowiec pierwszego cesarza Chin Qin Shi                                                           |         | Xi’an Shaanxi 34°23′05,8″N 109°16′23,3″E/34,384950 109,273131                                     | K (i)(iii)(iv)(vi)               | 1987             | Mauzoleum pierwszego cesarza Chin Qin Shi Huang pochowanego wraz z Terakotową Armią. |
| 440     | Jaskinie Mogao                                                                                      |         | Dunhuang Gansu 40°02′29,6″N 94°48′29,8″E/40,041556 94,808278                                      | K (i)(ii)(iii)(iv)(v)(vi)        | 1987             | Zespół 492 skalnych świątyń w pobliżu miasta Dunhuang w prowincji Gansu. |
| 437     | Góra Tai Shan                                                                                       |         | Tai’an Szantung 36°15′22″N 117°06′10″E/36,256111 117,102778                                       | K,P (i)(ii)(iii)(iv)(v)(vi)(vii) | 1987             | Tai Shan zalicza się do Pięciu Świętych Gór Taoizmu. Jest kojarzona ze wschodem słońca, narodzinami, odnową; a często uważa się ją za najważniejszą z całej piątki. Ruch pielgrzymkowy do świątyń na Tai Shan odbywa się od 3 tys. lat. |
| 449     | Zhoukoudian                                                                                         |         | Tai’an Szantung 39°41′21″N 115°55′26″E/39,689167 115,923889                                       | K (iii)(vi)                      | 1987             | Stanowisko archeologiczne człowieka pekińskiego w Zhoukoudian. |
| 438     | Wielki Mur Chiński                                                                                  |         | Północne Chiny 40°25′00″N 116°05′00″E/40,416667 116,083333                                        | K (i)(ii)(iii)(iv)(vi)           | 1987             | Zbiorcza nazwa systemów obronnych składających się z zapór naturalnych, sieci fortów i wież obserwacyjnych oraz murów obronnych z ubitej ziemi, murowanych lub kamiennych, osłaniających północne Chiny przed najazdami ludów koczowniczych z Wielkiego Stepu. |
| 547     | Góry Huang Shan                                                                                     |         | Południowa część prowincji Anhui 30°07′30″N 118°10′00″E/30,125000 118,166667                      | K,P (ii)(vii)(x)                 | 1990             | Pasmo górskie słynące z granitowych szczytów o osobliwych kształtach, lasów sosnowych pinus hwangshanensis i zjawiska morza mgieł |
| 638     | Region krajobrazowy i historyczny Huanglong                                                         |         | Północno-zachodnia część prowincji Syczuan 32°44′22″N 103°49′39″E/32,739444 103,827500            | P (vii)                          | 1992             | Położona w północno-zachodniej części prowincji Sichaun, dolina Huanglong składa się z ośnieżonych szczytów i najbardziej na wschód ze wszystkich chińskich lodowców. Wyróżnia się spektakularnymi formacjami wapiennymi, wodospadami i gorącymi źródłami. Na tym terenie występuje populacja zagrożonych zwierząt, w tym pandy olbrzymiej i rokselany złocistej. |
| 637     | Region krajobrazowy i historyczny Doliny Jiuzhaigou                                                 |         | Północna część prowincji Syczuan 33°12′00,0″N 103°54′00,0″E/33,200000 103,900000                  | P (vii)                          | 1992             | Region obejmuje krajobrazy charakteryzujące się wąskimi stożkowymi formami krasowych ziemi i wodospadami. Na terenie parku występuje około 140 gatunków ptaków i wiele zagrożonych gatunków roślin. |
| 640     | Region krajobrazowy i historyczny Wulingyuan                                                        |         | Północna-zachodnia część prowincji Hunan 29°20′00,0″N 110°31′30,0″E/29,333331 110,525000          | P (vii)                          | 1992             | Spektakularny obszar rozciągający się na ponad 26 000 ha w chińskiej prowincji Hunan, zdominowany przez ponad 3000 wąskich filarów piaskowca i szczyty o wysokości często przekraczającej 200 m. Pomiędzy szczytami leżą wąwozy, jeziora i wodospady, około 40 jaskiń i dwa duże naturalne mosty. Występuje tu też wiele zagrożonych gatunków roślin i zwierząt. |
| 707     | Historyczny zespół pałacu Potala w Lhasie                                                           |         | Lhasa Tybetański Region Autonomiczny 29°39′18,9″N 91°07′06,9″E/29,655250 91,118583                | K (i)(iv)(vi)                    | 1994             | Pałac Potala, od XVI wieku zimowy pałac Dalajlamy, symbolizuje buddyzm tybetański i jego centralną rolę w tradycyjnej administracji Tybetu. Kompleks jest zbudowany na Czerwonej Górze w centrum doliny Lhasy, na wysokości 3700 m. Założony w tym samym czasie Jokhang Temple Monastery jest wyjątkowym buddyjskim kompleksem religijnym. Norbulingka, były letni pałac Dalajlamy, zbudowany w XVIII wieku, jest arcydziełem sztuki tybetańskiej. |
| 705     | Zabytkowy kompleks w górach Wudang                                                                  |         | Prowincja Hubei 32°24′03″N 111°00′14″E/32,400833 111,003889                                       | K (i)(ii)(vi)                    | 1994             | Średniowieczny zespół świątyń i klasztorów stanowił przez wieki ważny ośrodek m.in. sztuk walki, konkurujący z Shaolinem. |
| 703     | Rezydencja górska z przyległymi świątyniami w Chengde                                               |         | Chengde, prowincja Hubei 40°59′15″N 117°56′15″E/40,987500 117,937500                              | K (ii)(iv)                       | 1994             | . |
| 704     | Świątynia i cmentarz Konfucjusza oraz rezydencja rodziny Kong w Qufu                                |         | Qufu, prowincja Szantung 35°36′42″N 116°58′30″E/35,611667 116,975000                              | K (i)(iv)(vi)                    | 1994             | Świątynia, cmentarz i rodzinna rezydencja Konfucjusza, wielkiego filozofa, polityka i pedagoga z VI – V wieku p.n.e. Świątynia była wielokrotnie niszczona i odbudowywana – aktualnie składa się z ponad 100 budynków. Na cmentarzu znajduje się grób Konfucjusza i szczątki ponad 100 000 jego potomków. Mały dom rodziny Kongów przekształcił się w olbrzymią arystokratyczną rezydencję, z której pozostały 152 budynki. Zespół pomników Qufu zachował swój wyjątkowy artystyczny i historyczny charakter dzięki opiece kolejnych chińskich cesarzy na przestrzeni ponad 2000 lat.                                                                                   |
| 779     | Krajobraz góry Emei i Wielki Budda z Leshan                                                         |         | Leshan, prowincja Syczuan 29°32′50″N 103°46′09″E/29,547222 103,769167                             | K,P (iv)(vi)(x)                  | 1996             | . |
| 778     | Park Narodowy Lushan                                                                                |         | Jiujiang, prowincja Jiangxi 29°34′21″N 115°58′24″E/29,572500 115,973333                           | K (ii)(iii)(iv)(vi)              | 1996             | . |
| 812     | Starożytne miasto Pingyao (zob. świątynia Zhenguo)                                                  |         | Pingyao, prowincja Shanxi 37°11′56″N 112°10′36″E/37,198889 112,176667                             | K (ii)(iii)(iv)                  | 1997             | . |
| 813     | Klasyczne Ogrody Suzhou                                                                             |         | Suzou, prowincja Jiangsu 31°19′00″N 120°27′00″E/31,316667 120,450000                              | K (i)(ii)(iii)(iv)(v)            | 1997, 2000       | . |
| 811     | Stare miasto w Lijiang                                                                              |         | Lijiang, prowincja Junnan 26°52′00″N 100°14′00″E/26,866667 100,233333                             | K (ii)(iv)(v)                    | 1997, 2012       | . |
| 880     | Pałac Letni i ogród cesarski w Pekinie                                                              |         | Pekin 39°59′51,0″N 116°16′08,0″E/39,997500 116,268889                                             | K (i)(ii)(iii)                   | 1998             | . |
| 881     | Świątynia Nieba                                                                                     |         | Pekin 39°52′56,1″N 116°24′23,3″E/39,882250 116,406472                                             | K (i)(ii)(iii)                   | 1998             | . |
| 912     | Rzeźby skalne w Dazu                                                                                |         | Dazu, dzielnica miasta wydzielonego Chongqing 29°44′39,2″N 105°47′46,3″E/29,744222 105,796194     | K (i)(ii)(iii)                   | 1999             | . |
| 911     | Góry Wuyi                                                                                           |         | Granica prowincji Fujian i Jiangxi 27°43′00″N 117°41′00″E/27,716667 117,683333                    | K (iii)(vi)(vii)(x)              | 1999             | . |
| 1002    | Starożytne Xidi i Hongcun                                                                           |         | Yi, Anhui 29°54′12″N 117°59′46″E/29,903333 117,996111 30°00′12″N 117°59′26″E/30,003333 117,990556 | K (iii)(iv)(v)                   | 2000             | Xidi i Hongcun zachowały w bardzo dobrym stanie wygląd dawnych wsi, który w dużej mierze zniknął lub został przekształcony w ciągu ostatniego stulecia. Szczególnie cenny jest ich zachowany plan ulic, architektura i dekoracje oraz integracja domów z kompleksowych system wodnym. |
| 1004    | Grobowce dynastii Ming i Qing                                                                       |         | Pekin 40°15′12″N 116°13′03″E/40,253333 116,217500                                                 | K (iii)(iv)(v)                   | 2000, 2003, 2004 | . |
| 1003    | Jaskinie Longmen                                                                                    |         | Longmen, prowincja Henan 34°33′20″N 112°28′11″E/34,555556 112,469722                              | K (i)(ii)(iii)                   | 2000             | . |
| 1001    | Góra Qingcheng i system irygacyjny Dujiangyan                                                       |         | Dujiangyan, prowincja Syczuan 31°00′07″N 103°36′18″E/31,001944 103,605000                         | K (ii)(iv)(vi)                   | 2000             | . |
| 1039    | Groty Yungang                                                                                       |         | Datong, prowincja Shanxi 40°06′35″N 113°07′20″E/40,109722 113,122222                              | K (i)(ii)(iii)(iv)               | 2001             | . |
| 1083    | Obszar chroniony trzech równoległych rzek w Junnan                                                  |         | Prowincja Junnan 27°53′42″N 98°24′23″E/27,895000 98,406389                                        | P (vii))(viii)(ix)(x)            | 2003, 2010       | . |
| 1135    | Stolice i grobowce starożytnego królestwa Goguryeo                                                  |         | Ji’an, prowincja Jilin i Huanren, prowincja Liaoning 41°09′25″N 126°11′14″E/41,156944 126,187222  | K (i)(ii)(iii)(iv)(v)            | 2004             | . |
| 1110    | Zabytkowe centrum Makau                                                                             |         | Makau 22°11′28,6″N 113°32′11,3″E/22,191292 113,536461                                             | K (ii)(iii)(iv)(vi)              | 2005             | . |
| 1114    | Yinxu                                                                                               |         | Anyang, prowincja Henan 36°07′17,4″N 114°19′02,8″E/36,121500 114,317444                           | K (ii)(iii)(iv)(vi)              | 2006             | . |
| 1213    | Syczuańskie Sanktuarium Pandy Wielkiej                                                              |         | Południowo-zachodnia część prowincji Syczuan 30°50′00″N 103°00′00″E/30,833333 103,000000          | P (x)                            | 2006             | . |
| 1114    | Diaolou i wioski w Kaiping                                                                          |         | Kaiping, prowincja Guangdong 22°22′11″N 112°41′04″E/22,369722 112,684444                          | K (ii)(iii)(iv)                  | 2007             | . |
| 1248    | Kras południowo chiński                                                                             |         | Prowincje Chongqing, Kuangsi, Kuejczou i Junnan 24°55′24″N 110°21′16″E/24,923333 110,354444       | P (vii)(viii)                    | 2007, 2014       | . |
| 1113    | Tulou w Fujian                                                                                      |         | Prowincja Fujian 25°01′23″N 117°41′09″E/25,023056 117,685833                                      | K (iii)(iv)(v)                   | 2008             | . |
| 1292    | Góra Sanqing                                                                                        |         | Prowincja Jangxi 28°54′57″N 118°03′52″E/28,915833 118,064444                                      | P (vii)                          | 2008             | . |
| 1279    | Góra Wutai                                                                                          |         | Prowincja Shanxi 39°00′00″N 113°35′00″E/39,000000 113,583333                                      | K (ii)(iii)(iv)(vi)              | 2009             | . |
| 1305    | Budowle historyczne Dengfengu w "Centrum Nieba i Ziemi"                                             |         | Dengfeng, prowincja Henan 34°27′19″N 113°01′31″E/34,455278 113,025278                             | K (iii)(vi)                      | 2010             | Dengfeng znajduje się u podnóża góry Song, jednej z najświętszych gór w Chinach. Miasto jest jednym z najbardziej znanych ośrodków duchowych w Chinach i jest domem dla różnych instytucji religijnych i słynnych świątyń, takich jak taoistyczna świątynia Zhongyue, buddyjski klasztor Szaolin, a także konfucjańska akademia Songyang stąd też określenie jako „Centrum Nieba i Ziemi”. |
| 1335    | Danxia                                                                                              |         | Północno-zachodnie Chiny 38°54′56,0″N 100°07′59,5″E/38,915550 100,133200                          | P (vii)(viii)                    | 2010             | . |
| 1334    | Kulturowy krajobraz Jeziora Zachodniego w Hangzhou                                                  |         | Hangzhou, prowincja Zhejiang 30°14′15″N 120°08′27″E/30,237500 120,140833                          | K (ii)(iii)(vi)                  | 2011             | . |
| 1334    | Stanowisko Xanadu                                                                                   |         | Region autonomiczny Mongolia Wewnętrzna 42°22′08,8″N 116°11′09,1″E/42,369111 116,185861           | K (ii)(iii)(iv)(vi)              | 2012             | . |
| 1388    | Skamieliny z Chengjiang                                                                             |         | Chengjiang, prowincja Junnan 24°39′02″N 102°56′06″E/24,650556 102,935000                          | P (viii)                         | 2012             | . |
| 1414    | Tienszan w Sinciangu                                                                                |         | Region autonomiczny Sinciang 42°00′00″N 80°00′00″E/42,000000 80,000000                            | P (vii)(ix)                      | 2013             | . |
| 1111    | Krajobraz kulturowy tarasów ryżowych ludu Hani w Honghe                                             |         | Prefektura autonomiczny Honghe 23°05′35,8″N 102°46′47,9″E/23,093278 102,779981                    | K (iii)(v)                       | 2013             | . |
| 1442    | Szlaki Jedwabne: system szlaków korytarza Chang’an-Tianshan (wspólnie z Kazachstanem i Kirgistanem) |         | Centralne Chiny 34°18′16″N 108°51′26″E/34,304444 108,857222                                       | K (ii)(iii)(iv)(vi)              | 2014             | . |
| 1443    | Wielki Kanał                                                                                        |         | Pomiędzy Hangzhou i Pekinem 30°15′41″N 120°13′26″E/30,261389 120,223889                           | K (i)(iii)(iv)(vi)               | 2014             | . |
| 1474    | Stanowiska Tusi                                                                                     |         | Stanowiska znajdują się w prowincjach Hunan, Hubei i Guizhou                                      | K (ii)(iii)                      | 2015             | . |
| 1508    | Krajobraz kulturowy sztuki naskalnej Zuojiang Huashan                                               |         | Region autonomiczny Kuangsi-Czuang 22°15′20″N 107°01′23″E/22,255556 107,023056                    | K (iii)(vi)                      | 2016             | . |
| 1509    | Rezerwat Shennongjia w prowincji Hubei                                                              |         | Prowincja Hubei 31°28′11″N 110°14′38″E/31,469722 110,243889                                       | P (ix)(x)                        | 2016             | Składa się z dwóch części: lasów prowincji Shennongjia na zachodzie i góry Laojun na wschodzie. Jest to największy kompleks lasów naturalnych, jaki zachował się w środkowych Chinach. Lasy są siedliskiem wielu rzadkich gatunków zwierząt, takich jak salamandra olbrzymia, małpa rokselana złocista, pantera mglista, lampart plamisty czy niedźwiedź himalajski. |
| 1540    | Hoh Xil w Qinghai                                                                                   |         | Wyżyna Tybetańska 35°22′49″N 92°26′21″E/35,380278 92,439167                                       | P (vii)(x)                       | 2017             | . |
| 1541    | Historyczna międzynarodowa osada Kulangsu                                                           |         | Kulangsu 24°26′51″N 118°03′45″E/24,447500 118,062500                                              | K (ii)(iv)                       | 2017             | . |
| 1559    | Góra Fanjing                                                                                        |         | Tongren, prowincja Kuejczou 27°53′44″N 108°40′48″E/27,895556 108,680000                           | P (x)                            | 2018             | . |
| 1592    | Ruiny miasta Liangzhu                                                                               |         | Kulangsu 30°23′44″N 119°59′27″E/30,395556 119,990833                                              | K (iii)(iv)                      | 2019             | Znajdujące się w dorzeczu rzeki Jangcy w południowo-wschodnich Chinach archeologiczne ruiny miasta kultury Lianghzu (około 3300–2300 p.n.e.) ujawniają wczesny stan regionalny o ujednoliconym systemie wierzeń opartym na uprawie ryżu w Chinach późnego neolitu. Stanowisko archeologiczne składa się z czterech obszarów – obszaru Yaoshan Site, obszaru wysokiej tamy w ujściu doliny, obszaru niskiego tamy na równinie i obszaru miejskiego. Ruiny te są przykładem wczesnej cywilizacji miejskiej wyrażającej się w glinianych pomnikach, urbanistyce, systemie ochrony wody i hierarchii społecznej wyrażającej się w zróżnicowanych pochówkach na cmentarzach. |
| 1606    | Rezerwaty ptaków wędrownych wzdłuż wybrzeża Morza Żółtego i zatoki Pohaj (Etap I)                   |         | Yancheng, prowincja Jiangsu 32°55′55″N 121°01′01″E/32,931944 121,016944                           | P (x)                            | 2019             | . |
| 1561    | Quanzhou: Emporium Świata w Chinach dynastii Song-Yuan                                              |         | Quanzhou, prowincja Fujian 24°42′37″N 118°26′39″E/24,710278 118,444167                            | K (iv)                           | 2021             | |
| 1665    | Krajobraz kulturowy starych lasów herbacianych góry Jingmai w Pu’er                                 |         | Pu’er, prowincja Junnan 22°11′03″N 100°00′27″E/22,184167 100,007500                               | K (iii), (v)                     | 2023             | |
| 1638    | Pustynia Badain Jaran – piaszczyste wzniesienia i jeziora                                           |         | Mongolia Wewnętrzna 39°53′23″N 102°17′22″E/39,889722 102,289444                                   | P (vii), (viii)                  | 2024             | |
| 1714    | Oś Centralna Pekinu: zespół zabudowań prezentujący idealny porządek stolicy Chin                    |         | Pekin 39°54′26″N 116°23′29″E/39,907222 116,391389                                                 | K (iii), (iv)                    | 2024             | Oś Centralna składa się z dawnych cesarskich pałaców i ogrodów, struktur ofiarnych oraz budynków ceremonialnych i publicznych. Razem świadczą one o ewolucji miasta i są dowodem na istnienie cesarskiego systemu dynastycznego i tradycji planowania urbanistycznego Chin. |